# Sabahister philippinensis
Sabahister philippinensis är en skalbaggsart som först beskrevs av Thérond 1963.  Sabahister philippinensis ingår i släktet Sabahister och familjen stumpbaggar. Inga underarter finns listade i Catalogue of Life.